# صدای برتر
صدای برتر یا د ویس پرشیا (به انگلیسی: The Voice Persia) نسخه فارسی‌زبان مسابقه واقع‌نما خوانندگی صدا است به کارگردانی و تهیه کنندگی سروش مهرانی و از شبکه ام‌بی‌سی پرشیا (MBC Persia) پخش می‌شود.
این مسابقه، در سوئد فیلم‌برداری شده‌است و برای شرکت‌کنندگان فارسی‌زبان مقیم خارج است که لیلا فروهر، بیژن مرتضوی، سوگند سهیلی و کامیار احمدزاده داوری آن را بر عهده دارند. هدف این مسابقه یافتن استعدادهای خوانندگی شناخته‌نشده (انفرادی یا دوئت، حرفه‌ای و آماتور) است و خوانندگان مشتاق، از ۱۶ سال به بالا، که از تست‌های عمومی برگزیده شده‌اند، در آن رقابت می‌کنند.
پخش فصل اول در بهمن ۱۴۰۱ از شبکه ام‌بی‌سی پرشیا آغاز شد و یک سال قبل در سوئد ضبط شد.

## مفهوم
این مسابقه که با نام صدای برتر روی آنتن می‌رود اقتباسی از نمایش هلندی صدای هلند است. در هر فصل، برنده ۵۰٬۰۰۰ دلار و یک قرارداد ضبط با پلاتینیوم رکوردز دریافت می‌کند.

## تاخیر در پخش
ضبط اولین فصل از این برنامه در بهمن ماه سال ۱۴۰۰ آغاز گردید و در ابتدا قرار بر این بود که در نوروز ۱۴۰۱ پخش شود، اما پس از ضبط چندین قسمت از این برنامه به دلیل شروع ویروس امیکرون و مبتلا شدن چندین نفر از داوران و شرکت کنندگان و عوامل این برنامه، پخش این برنامه به تاخیر افتاد. بعد از چندین بار تاخیر تصمیم بر این شد که این برنامه در مهر ماه سال ۱۴۰۱ شروع شود اما به دلیل شروع خیزش ۱۴۰۱ ایران باز هم پخش این برنامه به تاخیر افتاد و بعد از چند ماه مدیران این برنامه تصمیم گرفتند که در ۱۳ بهمن ۱۴۰۱ پخش این برنامه را آغاز کنند.

## فرایند انتخاب و قالب
مسابقه دارای ۵ مرحله با نام‌های «آزمون»، «نبرد»، «ضربه فنی»، «نیمه‌نهایی» و «نهایی» است.
هر فصل با مرحلهٔ آزمون آغاز می‌شود، جایی که مربیان تیم هنرمندان خود را با ۱۲ نفر تشکیل می‌دهند که در طول فصل آن‌ها را مربی‌گری می‌کنند. در مرحلهٔ آزمون صندلی‌های مربیان در حین اجراهای هنرمندان رو به تماشاگران است. مربیانی که به یک هنرمند علاقه‌مند هستند دکمه روی صندلی خود را فشار می‌دهند، که صندلی آن‌ها را به سمت هنرمند می‌چرخاند و متن «من تو را می‌خواهم» را در پایین صندلی روشن می‌کند. در پایان اجرا، یک هنرمند یا تنها مربی‌ای را که برگشته است را به‌طور پیش‌فرض انتخاب می‌کند یا اگر بیش از یک مربی علاقه نشان دهد، مربی خود را انتخاب می‌کند. درمجموع ۴۸ نفر در پایان این مرحله به مرحلهٔ بعدی، یعنی «نبرد» صعود می‌کنند.
در مرحلهٔ نبرد، هر مربی سه نفر از اعضای تیم خود را برای اجرای با هم هماهنگ می‌کند، سپس یک نفر را برای پیشروی در رقابت انتخاب می‌کند. به مربیان حق «دزدی» یا «قاپیدن» داده می‌شود، که به هر مربی اجازه می‌دهد یک نفر را که در مرحلهٔ نبرد توسط مربی خود حذف شده‌است، به تیم خود اضافه کند. در مجموع ۲۰ نفر به مرحله ضربه فنی خواهند رسید.
در مرحله ضربه فنی، اعضای تیمهای ۵ نفره هر مربی به صورت انفرادی اجرا خواهند داشت، و پس از پایان اجراها هر مربی ۲ نفر را برا حضور در مرحله نیمه نهایی انتخاب خواهد کرد. در مجموع ۸ نفر به مرحله نیمه نهایی راه خواهند یافت.
در مرحله نیمه نهایی، اعضای تیمهای ۲ نفره هر مربی به صورت انفرادی اجرا خواهند داشت، و پس از پایان اجراها هر مربی ۱ نفر را برای حضور در مرحله نهایی انتخاب خواهد کرد. درمجموع، ۴ نفر به مرحلهٔ نهایی قدم می‌گذارند.
مرحله نهایی و فینال این مسابقه با حضور ۴ نفر برتر انجام خواهد شد، هر هنرمند ۲ اجرا خواهد داشت. سپس داوران به جز مربی هنرمندی که اجرا می‌کند به او امتیاز می‌دهند و در نهایت امتیازات آن‌ها جمع می‌شود. کسی که بیشترین امتیاز را از طرف داوران به دست بیاورد صدای برتر مسابقه یا فصل می‌شود.

## خلاصه فصل‌ها

### فصل اول (۱۴۰۱)
فصل اول مسابقه تلویزیونی صدای برتر از ۱۳ بهمن ۱۴۰۱ در ام‌بی‌سی پرشیا پخش شد. مربیان اولین فصل مسابقه، لیلا فروهر٬ بیژن مرتضوی، سوگند و کامیار هستند. این مسابقه پنجشنبه‌ها و جمعه‌ها، ساعت ۲۲:۰۰ از ام‌بی‌سی پرشیا پخش شد.
این مسابقه در دی ۱۴۰۰ در استکهلم سوئد فیلم‌برداری شد امّا با تأخیری ۱ ساله در ۱۳ بهمن ۱۴۰۱ شروع به پخش کرد.
امین یحیی زاده، خواننده تیم بیژن مرتضوی برنده اولین فصل صدای برتر شد.

## مربیان و مجریان
در فصل اول، حامد نیک‌پی به عنوان مجری و لیلا فروهر، بیژن مرتضوی، سوگند و کامیار به عنوان مربیان مسابقه توسط ام‌بی‌سی پرشیا انتخاب شدند.

## مرحله آزمون
مسابقه با مرحله آزمون در ۱۳ بهمن ۱۴۰۱ آغاز شد. در هر آزمون، یک هنرمند قطعه خود را در مقابل مربیانی که صندلی‌هایشان رو به روی تماشاگران است می‌خواند. اگر مربی علاقه‌مند به کار با هنرمند باشد، دکمه خود را فشار می‌دهد تا با هنرمند روبرو شود. اگر یک مربی منفرد دکمه را فشار دهد، هنرمند به‌طور خودکار بخشی از تیم آن مربی می‌شود. اگر چند مربی برگردند، برای هنرمندی که تصمیم می‌گیرد به کدام تیم بپیوندند، رقابت می‌کنند. در این فصل، هر مربی ۱۲ هنرمند را در پایان مرحله آزمون انتخاب می‌کند و در مجموع ۴۸ هنرمند را برای پیشروی به نبردها خلق می‌کند.

### قسمت ۱ (۱۳ بهمن ۱۴۰۱)
| هنرمند          | ترانه                       |
| --------------- | --------------------------- |
| کامیار احمدزاده | "لوند" از بیژن مرتضوی       |
| بیژن مرتضوی     | "دلم" از سوگند سهیلی        |
| سوگند سهیلی     | "ای جان" از کامیار احمدزاده |
| لیلا فروهر      | "پردیس" از خودش             |

| شماره | هنرمند       | سن | زادگاه        | شهر/کشور سکونت  | ترانه                             | انتخاب مربی و هنرمند | انتخاب مربی و هنرمند | انتخاب مربی و هنرمند | انتخاب مربی و هنرمند |
| شماره | هنرمند       | سن | زادگاه        | شهر/کشور سکونت  | ترانه                             | سوگند                | بیژن                 | لیلا                 | کامیار               |
| ----- | ------------ | -- | ------------- | --------------- | --------------------------------- | -------------------- | -------------------- | -------------------- | -------------------- |
| ۱     | پگاه پناه    | ۲۹ | تهران، ایران  | سیدنی، استرالیا | "رازقی" از ابی                    | ✔                    | ✔                    | ✔                    | ✔                    |
| ۲     | پریا توکلی   | ۳۰ | اصفهان، ایران | آلمان           | "مرد تنهاً از فرهاد                | –                    | ✔                    | ✔                    | ✔                    |
| ۳     | رامتین قاسمی | ۳۲ | تهران، ایران  | هلند            | "هزار و یک شب" از شادمهر عقیلی    | –                    | ✔                    | –                    | –                    |
| ۴     | محمد «جف»    | ۲۳ | ایران         | رم، ایتالیا     | "حریر" از مارتیک                  | –                    | –                    | –                    | –                    |
| ۵     | مهسا         | ۲۳ | ایران         | کراکوف، لهستان  | "دیوار" از داریوش و فرامرز اصلانی | ✔                    | ✔                    | ✔                    | ✔                    |
| ۶     | سجاد بمانی   | ۳۰ | اصفهان، ایران | دورتموند، آلمان | "اصفهان" از معین                  | ✔                    | –                    | ✔                    | –                    |
| ۷     | هادی حاجیلو  | ۳۱ | تهران، ایران  | نورنبرگ، آلمان  | "عاشقم من" از دلکش                | ✔                    | ✔                    | ✔                    | ✔                    |
| ۸     | پوریا نام‌آور | ۲۷ | شیراز، ایران  | آنتالیا، ترکیه  | "شال" از کاوه آفاق                | ✔                    | ✔                    | ✔                    | ✔                    |

### قسمت ۲ (۱۴ بهمن ۱۴۰۱)
| شماره | هنرمند      | سن | زادگاه         | شهر/کشور سکونت               | ترانه                    | انتخاب مربی و هنرمند | انتخاب مربی و هنرمند | انتخاب مربی و هنرمند | انتخاب مربی و هنرمند |
| شماره | هنرمند      | سن | زادگاه         | شهر/کشور سکونت               | ترانه                    | سوگند                | بیژن                 | لیلا                 | کامیار               |
| ----- | ----------- | -- | -------------- | ---------------------------- | ------------------------ | -------------------- | -------------------- | -------------------- | -------------------- |
| ۱     | فرنام توکلی | ۲۴ | تهران، ایران   | سن دیگو، ایالات متحده آمریکا | "نقاب" از سیاوش قمیشی    | ✔                    | ✔                    | ✔                    | ✔                    |
| ۲     | آوا         | ۱۸ | تهران، ایران   | استانبول، ترکیه              | "آینه آینه" از سوگند     | ✔                    | –                    | –                    | ✔                    |
| ۳     | آروین       | ۳۶ | تهران، ایران   | رم، ایتالیا                  | "عشق تو نمی‌میرد" از عارف | ✔                    | ✔                    | ✔                    | ✔                    |
| ۴     | آرون        | ۳۶ | تهران، ایران   | فرانکفورت، آلمان             | "سیا سفید" از حامیم      | ✔                    | ✔                    | –                    | –                    |
| ۵     | نیلی        | ۳۸ | تهران، ایران   | سوئیس                        | "آخرین کوکب" از شکیلا    | –                    | –                    | –                    | –                    |
| ۶     | امین        | ۳۰ | آزادشهر، ایران | آتن، یونان                   | "دل نکن" از بهنام بانی   | ✔                    | ✔                    | ✔                    | ✔                    |
| ۷     | سارا        | ۳۷ | ایران          | مونیخ، آلمان                 | "رفته" از الهه           | ✔                    | –                    | –                    | ✔                    |
| ۸     | سعید عرب    | ۴۴ | رشت، ایران     | آخن، آلمان                   | "شقایق" از داریوش        | ✔                    | ✔                    | ✔                    | ✔                    |
| ۹     | پارمیدا     | ۲۰ | شیراز، ایران   | هلند                         | "نقطه جوش" از کنیس       | –                    | –                    | –                    | –                    |
| ۱۰    | غزل         | ۲۰ | سمنان، ایران   | هانوفر، آلمان                | "شب‌زده" از ابی           | ✔                    | ✔                    | ✔                    | ✔                    |

### قسمت ۳ (۲۰ بهمن ۱۴۰۱)
| شماره | هنرمند        | سن | زادگاه          | شهر/کشور سکونت   | ترانه                            | انتخاب مربی و هنرمند | انتخاب مربی و هنرمند | انتخاب مربی و هنرمند | انتخاب مربی و هنرمند |
| شماره | هنرمند        | سن | زادگاه          | شهر/کشور سکونت   | ترانه                            | سوگند                | بیژن                 | لیلا                 | کامیار               |
| ----- | ------------- | -- | --------------- | ---------------- | -------------------------------- | -------------------- | -------------------- | -------------------- | -------------------- |
| ۱     | آیدا راستگو   | ۱۶ | آلمان           | آلمان هامبورگ    | "بارون" از سوگند                 | ✔                    | ✔                    | ✔                    | ✔                    |
| ۲     | محمد          | ۳۰ | میانه، ایران    | آلمان            | "خوشبختیت آرزومه" از سیامک عباسی | –                    | ✔                    | –                    | –                    |
| ۳     | حمیدرضا       | ۲۹ | تهران، ایران    | والنسیا، اسپانیا | "گل و تگرگ" از سیاوش قمیشی       | ✔                    | –                    | ✔                    | –                    |
| ۴     | سینا          | ۳۲ | سنندج، ایران    | آلمان            | "لیلای من کو" از حمید حامی       | ✔                    | –                    | ✔                    | ✔                    |
| ۵     | سوفیا         |    | رشت، ایران      | استکهلم، سوئد    | "ماه" از مارتیک                  | –                    | –                    | –                    | –                    |
| ۶     | آریا متین     | ۲۹ | تهران، ایران    | هلند             | "جون خودت" از بلک کتس            | ✔                    | ✔                    | ✔                    | ✔                    |
| ۷     | یلداش حمیدی   | ۳۲ | کابل، افغانستان | کلن، آلمان       | "دل دیوانه" از ویگن              | ✔                    | ✔                    | ✔                    | ✔                    |
| ۸     | الک           | ۲۹ | تهران، ایران    | فرانسه           | "تهران" از سوگند                 | ✔                    | ✔                    | ✔                    | ✔                    |
| ۹     | نازنین        | ۳۷ | تهران، ایران    | فرانکفورت، آلمان | "عادت" از شادمهر عقیلی           | –                    | –                    | –                    | –                    |
| ۱۰    | سامان علی‌بخشی | ۳۸ | تهران، ایران    | سوئد             | "بر فراز آسمان‌هاً از ابی          | –                    | ✔                    | ✔                    | ✔                    |

### قسمت ۴ (۲۱ بهمن ۱۴۰۱)
| شماره | هنرمند          | سن | زادگاه                        | شهر/کشور سکونت                | ترانه                                | انتخاب مربی و هنرمند | انتخاب مربی و هنرمند | انتخاب مربی و هنرمند | انتخاب مربی و هنرمند |
| شماره | هنرمند          | سن | زادگاه                        | شهر/کشور سکونت                | ترانه                                | سوگند                | بیژن                 | لیلا                 | کامیار               |
| ----- | --------------- | -- | ----------------------------- | ----------------------------- | ------------------------------------ | -------------------- | -------------------- | -------------------- | -------------------- |
| ۱     | کیوان           | ۲۷ | شیراز، ایران                  | سوئیس                         | "از من چرا رنجیده‌ای؟" از مهدی یغمایی | ✔                    | ✔                    | ✔                    | ✔                    |
| ۲     | فرناز میشل      | ۲۷ | لس آنجلس، ایالات متحده آمریکا | لس آنجلس، ایالات متحده آمریکا | "بهت قول میدم" از محسن یگانه         | –                    | ✔                    | –                    | ✔                    |
| ۳     | سعید ستین       | ۳۰ | تهران، ایران                  | سوید                          | "برگرد" از سیروان خسروی              | ✔                    | –                    | ✔                    | –                    |
| ۴     | امیر شجاع       | ۲۸ | رشت، ایران                    | تورین، ایتالیا                | "دستم بگیر" از فرامرز اصلانی         | –                    | ✔                    | ✔                    | –                    |
| ۵     | حمیدرضا راهنورد | ۴۴ | اصفهان، ایران                 | هامبورگ، آلمان                | "اصفهان" از معین                     | ✔                    | –                    | –                    | –                    |
| ۶     | شکیبا           | ۳۹ | بهشهر، ایران                  | هلند                          | "قصهٔ من" از هایده                    | –                    | –                    | –                    | –                    |
| ۷     | بهزاد فتوحی     | ۳۶ | تهران، ایران                  | فرانکفورت، آلمان              | "همسفر" از گوگوش                     | ✔                    | ✔                    | ✔                    | ✔                    |
| ۸     | حسین            | ۲۹ | شیراز، ایران                  | لندن، انگلستان                | "دوستت دارم" از سون                  | –                    | ✔                    | –                    | –                    |
| ۹     | رضوان           | ۳۱ | خرم‌آباد، ایران                | آلمان                         | "دل‌یار" از سارا نائینی               | –                    | ✔                    | ✔                    | –                    |
| ۱۰    | امین یحیی‌زاده   | ۳۲ | مشهد، ایران                   | اسپارتا،ترکیه                 | "طلوع من" از سیاوش قمیشی             | ✔                    | ✔                    | ✔                    | ✔                    |

### قسمت ۵ (۲۷ بهمن ۱۴۰۱)
| شماره | هنرمند   | سن | زادگاه            | شهر/کشور سکونت  | ترانه                                | انتخاب مربی و هنرمند | انتخاب مربی و هنرمند | انتخاب مربی و هنرمند | انتخاب مربی و هنرمند |
| شماره | هنرمند   | سن | زادگاه            | شهر/کشور سکونت  | ترانه                                | سوگند                | بیژن                 | لیلا                 | کامیار               |
| ----- | -------- | -- | ----------------- | --------------- | ------------------------------------ | -------------------- | -------------------- | -------------------- | -------------------- |
| ۱     | کیان     | ۲۵ | تهران، ایران      | هلند            | "نارنج و ترنج" از حمید حامی          | ✔                    | ✔                    | ✔                    | ✔                    |
| ۲     | آذر      | ۳۴ | زاهدان، ایران     | هامبورگ، آلمان  | "از من نگذر" از ۲۵ باند              | ✔                    | –                    | ✔                    | –                    |
| ۳     | آرش دشتی | ۲۹ | تهران، ایران      | مادرید، اسپانیا | "رو در و دیوار این شهر" از محمد زارع | ✔                    | –                    | –                    | –                    |
| ۴     | ثامر     | ۳۰ | تبریز، ایران      | آلمان           | "عادت" از شادمهر عقیلی               | –                    | –                    | –                    | –                    |
| ۵     | میلاد    | ۳۳ | تهران، ایران      | برلین، آلمان    | "عطر تو" از ابی                      | –                    | ✔                    | –                    | ✔                    |
| ۶     | پریا     | ۳۰ | تهران، ایران      | بوخوم، آلمان    | "پل" از گوگوش                        | –                    | –                    | –                    | –                    |
| ۷     | پویا     | ۳۱ | کرمانشاه، ایران   | ونکوور، کانادا  | "نوازش" از ابی                       | –                    | ✔                    | ✔                    | ✔                    |
| ۸     | ساناز    | ۲۸ | اصفهان، ایران     | برمن، آلمان     | "خوشبختی" از بتی                     | –                    | ✔                    | ✔                    | ✔                    |
| ۹     | مهدی     | ۳۶ | بندر انزلی، ایران | هامبورگ، آلمان  | "بهانه" از معین                      | ✔                    | –                    | ✔                    | –                    |
| ۱۰    | آرش      | ۲۷ | خلخال، ایران      | آلمان           | "تقدیر" از شادمهر عقیلی              | –                    | –                    | –                    | –                    |
| ۱۱    | کیمیا    | ۲۱ | شیراز، ایران      | آلمان           | "بارون" از سوگند                     | ✔                    | ✔                    | ✔                    | –                    |

### قسمت ۶ (۲۸ بهمن ۱۴۰۱)
| شماره | هنرمند       | سن | زادگاه            | شهر/کشور سکونت   | ترانه                       | انتخاب مربی و هنرمند | انتخاب مربی و هنرمند | انتخاب مربی و هنرمند | انتخاب مربی و هنرمند |
| شماره | هنرمند       | سن | زادگاه            | شهر/کشور سکونت   | ترانه                       | سوگند                | بیژن                 | لیلا                 | کامیار               |
| ----- | ------------ | -- | ----------------- | ---------------- | --------------------------- | -------------------- | -------------------- | -------------------- | -------------------- |
| ۱     | شاهین        | ۳۴ | تهران، ایران      | فرانکفورت، آلمان | "تقدیر" از شادمهر عقیلی     | –                    | ✔                    | ✔                    | –                    |
| ۲     | آوا          | ۳۸ | تهران، ایران      | کانادا           | "پرنده" از گوگوش            | –                    | –                    | –                    | –                    |
| ۳     | بارانا       | ۳۵ | مشهد، ایران       | آلمان            | "دو پرنده" از لیلا فروهر    | –                    | –                    | ✔                    | –                    |
| ۴     | آرش          | ۴۱ | اهواز، ایران      | آلمان            | "گل یخ" از کوروش یغمایی     | –                    | –                    | ✔                    | ✔                    |
| ۵     | پروا         | ۳۸ | بندر عباس، ایران  | سوئد             | "گل سنگم" از هایده          | –                    | ✔                    | ✔                    | –                    |
| ۶     | ماریا نصیری  | ۳۵ | ملایر، ایران      | هاله، آلمان      | "جاده" از کاوه یغمایی       | ✔                    | ✔                    | ✔                    | ✔                    |
| ۷     | ساحل         | ۱۶ | بندر انزلی، ایران | هلند             | "شام رمانتیک" از سحر        | –                    | –                    | ✔                    | ✔                    |
| ۸     | احسان        | ۳۶ | اهواز، ایران      | سوئد             | "دیوانهٔ من" از فریدون فروغی | –                    | –                    | ✔                    | –                    |
| ۹     | شهرام یزدانی | ۳۵ | ایران             | برلین، آلمان     | "حریق سبز" از ابی           | –                    | –                    | –                    | –                    |
| ۱۰    | سامیار       | ۲۷ | کرج، ایران        | آلمان            | "دریا دریاً از گرشا رضایی    | ✔                    | –                    | –                    | –                    |

## مرحله نبرد
این نبردها در روزهای پنجشنبه ۱۱ اسفند ۱۴۰۱ و جمعه ۱۲ اسفند ۱۴۰۱ شامل قسمت‌های ۷ و ۸ پخش شد. در این دور، مربیان سه نفر از هنرمندان خود را در یک مسابقه خوانندگی قرار می‌دهند و سپس یکی از آن‌ها را برای صعود به مرحله ضربه فنی انتخاب می‌کنند. هنرمندان بازنده ممکن است توسط مربی دیگری «دزدیده» شوند و به اعضای جدید تیم خود تبدیل شوند. چند مربی می‌توانند تلاش کنند تا یک هنرمند را بدزدند و در نتیجه مسابقه‌ای برای هنرمند ایجاد شود که در نهایت تصمیم می‌گیرد به کدام تیم بپیوندند. در پایان این دور، ۵ هنرمند در هر تیم باقی خواهند ماند. ۱۶ نفر به ترتیب برنده نبرد و ۴ نفر از دزدی خواهند بود. در مجموع ۲۰ هنرمند به ضربه فنی صعود می‌کنند.
| قسمت                            | مربی   | شماره | برنده         | ترانه                         | بازنده(ها)       | دزدیده‌شده       | نتایج 'دزدیدن' | نتایج 'دزدیدن' | نتایج 'دزدیدن' | نتایج 'دزدیدن' |
| قسمت                            | مربی   | شماره | برنده         | ترانه                         | بازنده(ها)       | دزدیده‌شده       | سوگند          | بیژن           | لیلا           | کامیار         |
| ------------------------------- | ------ | ----- | ------------- | ----------------------------- | ---------------- | --------------- | -------------- | -------------- | -------------- | -------------- |
|                                 |        |       |               |                               |                  |                 |                |                |                |                |
| قسمت ۷ (پنجشنبه، ۱۱ اسفند ۱۴۰۱) | لیلا   | ۱     | بهزاد فتوحی   | "جزیره" از سیاوش قمیشی        | احسان امین       | –               | –              | –              | –              | –              |
| قسمت ۷ (پنجشنبه، ۱۱ اسفند ۱۴۰۱) | لیلا   | ۲     | فرنام توکلی   | "بردی از یادم" از دلکش        | رضوان بارانا     | –               | –              | –              | –              | –              |
| قسمت ۷ (پنجشنبه، ۱۱ اسفند ۱۴۰۱) | بیژن   | ۳     | ماریا نصیری   | "نردبون" از اروین خاچیکیان    | حسین شاهین       | –               | –              | –              | –              | –              |
| قسمت ۷ (پنجشنبه، ۱۱ اسفند ۱۴۰۱) | بیژن   | ۴     | امین یحیی‌زاده | "مرد تنهای شب" از حبیب        | محمد میلاد       | –               | –              | –              | –              | –              |
| قسمت ۷ (پنجشنبه، ۱۱ اسفند ۱۴۰۱) | سوگند  | ۵     | هادی حاجیلو   | "سخته" از بلک کتس             | حمیدرضا آوا      | –               | –              | –              | –              | –              |
| قسمت ۷ (پنجشنبه، ۱۱ اسفند ۱۴۰۱) | سوگند  | ۶     | غزل           | "بیا بنویسیم" از مهستی        | سارا آرش دشتی    | –               | –              | –              | –              | –              |
| قسمت ۷ (پنجشنبه، ۱۱ اسفند ۱۴۰۱) | کامیار | ۷     | آروین         | "اگه یه روز" از فرامرز اصلانی | سینا پریا توکلی  | –               | –              | –              | –              | –              |
| قسمت ۷ (پنجشنبه، ۱۱ اسفند ۱۴۰۱) | کامیار | ۸     | پوریا نام‌آور  | "رابطه" از شادمهر عقیلی       | –                | پویا فرناز میشل | ✔              | ✔              | –              | –              |
| قسمت ۸ (جمعه، ۱۲ اسفند ۱۴۰۱)    | بیژن   | ۱     | رامتین قاسمی  | "ننه" از معین                 | ساناز کیوان      | –               | –              | –              | –              | –              |
| قسمت ۸ (جمعه، ۱۲ اسفند ۱۴۰۱)    | بیژن   | ۲     | امیر شجاع     | "شب رویایی" از آرون افشار     | مهسا آرون        | –               | –              | –              | –              | –              |
| قسمت ۸ (جمعه، ۱۲ اسفند ۱۴۰۱)    | لیلا   | ۳     | پگاه پناه     | "روزای روشن" از هایده         | پروا سجاد بمانی  | –               | –              | –              | –              | –              |
| قسمت ۸ (جمعه، ۱۲ اسفند ۱۴۰۱)    | لیلا   | ۴     | سامان علی‌بخشی | "اخماتو وا کن" از بهنام بانی  | یلداش حمیدی مهدی | –               | –              | –              | –              | –              |
| قسمت ۸ (جمعه، ۱۲ اسفند ۱۴۰۱)    | کامیار | ۵     | آریا متین     | "قصهٔ عشق" از ابی              | آرش سعید عرب     | –               | –              | –              | –              | –              |
| قسمت ۸ (جمعه، ۱۲ اسفند ۱۴۰۱)    | کامیار | ۶     | کیان          | "خوابم یا بیدارم" از گوگوش    | ساحل الک         | –               | –              | –              | –              | –              |
| قسمت ۸ (جمعه، ۱۲ اسفند ۱۴۰۱)    | سوگند  | ۷     | سعید ستین     | "دیوانه" از داماهی            | حمیدرضا راهنورد  | سامیار          | –              | –              | –              | ✔              |
| قسمت ۸ (جمعه، ۱۲ اسفند ۱۴۰۱)    | سوگند  | ۸     | آیدا راستگو   | "کویر دل" از مرجان            | آذر              | کیمیا           | –              | –              | ✔              | –              |

## مرحله ضربه فنی
مرحله ضربه فنی در روزهای ۱۸ و ۱۹ اسفند ۱۴۰۱ پخش شد و شامل قسمت‌های ۹ و ۱۰ بود. در این دور، هر مربی پنج هنرمند خود را برای اجرا آماده می‌کند. مربی آن‌ها آهنگی را که در راند می‌خوانند انتخاب می‌کند. سپس مربی دو نفر از پنج هنرمند را برای صعود به نیمه‌نهایی انتخاب می‌کند. در پایان این دور، دو هنرمند در هر تیم باقی می‌مانند و در مجموع هشت هنرمند به نیمه‌نهایی راه پیدا می‌کنند.
|                            |        |    |               |                                     |  |  |  |  |  |  |
| قسمت ۹ (پنجشنبه، ۱۸ اسفند) | بیژن   | ۱  | امین یحیی‌زاده | "خیانت" از محسن چاوشی               |  |  |  |  |  |  |
| قسمت ۹ (پنجشنبه، ۱۸ اسفند) | بیژن   | ۲  | رامتین قاسمی  | "جاده یک‌طرفه" از مرتضی پاشایی       |  |  |  |  |  |  |
| قسمت ۹ (پنجشنبه، ۱۸ اسفند) | بیژن   | ۳  | فرناز میشل    | "ماً از هلن                          |  |  |  |  |  |  |
| قسمت ۹ (پنجشنبه، ۱۸ اسفند) | بیژن   | ۴  | امیر شجاع     | "دعاً از هنگامه                      |  |  |  |  |  |  |
| قسمت ۹ (پنجشنبه، ۱۸ اسفند) | بیژن   | ۵  | ماریا نصیری   | "مار" از مهراد هیدن                 |  |  |  |  |  |  |
| قسمت ۹ (پنجشنبه، ۱۸ اسفند) | کامیار | ۶  | سامیار        | "وابستت شدم" از احمد سعیدی          |  |  |  |  |  |  |
| قسمت ۹ (پنجشنبه، ۱۸ اسفند) | کامیار | ۷  | آریا متین     | "فقط به خاطر تو" از منصور           |  |  |  |  |  |  |
| قسمت ۹ (پنجشنبه، ۱۸ اسفند) | کامیار | ۸  | آروین         | "گل عشق" از رضا بهرام               |  |  |  |  |  |  |
| قسمت ۹ (پنجشنبه، ۱۸ اسفند) | کامیار | ۹  | پوریا نام‌آور  | "فقط یک‌بار" از مارتیک               |  |  |  |  |  |  |
| قسمت ۹ (پنجشنبه، ۱۸ اسفند) | کامیار | ۱۰ | کیان          | "نیاز" از فریدون فروغی              |  |  |  |  |  |  |
| قسمت ۱۰ (جمعه، ۱۹ اسفند)   | لیلا   | ۱  | سامان علی‌بخشی | "دلبر ناب" از ناصر زینعلی           |  |  |  |  |  |  |
| قسمت ۱۰ (جمعه، ۱۹ اسفند)   | لیلا   | ۲  | پگاه پناه     | "افسوس" از رامش                     |  |  |  |  |  |  |
| قسمت ۱۰ (جمعه، ۱۹ اسفند)   | لیلا   | ۳  | فرنام توکلی   | "تو میتونی" از شهرام شب‌پره و کامیار |  |  |  |  |  |  |
| قسمت ۱۰ (جمعه، ۱۹ اسفند)   | لیلا   | ۴  | بهزاد فتوحی   | "شیدایی" از حامد همایون             |  |  |  |  |  |  |
| قسمت ۱۰ (جمعه، ۱۹ اسفند)   | لیلا   | ۵  | کیمیا         | "مست عشق" از رعنا فرحان             |  |  |  |  |  |  |
| قسمت ۱۰ (جمعه، ۱۹ اسفند)   | سوگند  | ۶  | هادی حاجیلو   | "آشوبم" از چارتار                   |  |  |  |  |  |  |
| قسمت ۱۰ (جمعه، ۱۹ اسفند)   | سوگند  | ۷  | غزل           | "صد بار" از باران                   |  |  |  |  |  |  |
| قسمت ۱۰ (جمعه، ۱۹ اسفند)   | سوگند  | ۸  | پویا          | "جانان" از علی منتظری               |  |  |  |  |  |  |
| قسمت ۱۰ (جمعه، ۱۹ اسفند)   | سوگند  | ۹  | آیدا راستگو   | "بی‌معرفت" از رعنا منصور             |  |  |  |  |  |  |
| قسمت ۱۰ (جمعه، ۱۹ اسفند)   | سوگند  | ۱۰ | سعید ستین     | "مثلث" از پالت                      |  |  |  |  |  |  |

## مرحله نیمه‌نهایی
مرحله نیمه‌نهایی در روز ۲۵ اسفند ۱۴۰۱ پخش شد و شامل قسمت ۱۱ بود. در این دور، هر مربی دو هنرمند خود را برای اجرا آماده می‌کند. مربی آن‌ها آهنگی را که هنرمند در اجرای انفرادی می‌خوانند انتخاب می‌کند و همچنین مربی و تیمش به یک اجرای گروهی می‌پردازند. ترانه‌ای که در اجرای سه‌نفره خوانده می‌شود، یکی از ترانه‌های مربی است. سپس مربی یک نفر از دو هنرمند گروهش را برای صعود به مرحلهٔ نهایی انتخاب می‌کند. در پایان این دور، در مجموع چهار هنرمند به مرحلهٔ نهایی راه پیدا می‌کنند.
|                             |        |    |                                    |                                |  |  |  |  |  |  |
| قسمت ۱۱ (پنجشنبه، ۲۵ اسفند) | کامیار | ۱  | کیان                               | "کی اشکاتو پاک میکنه" از ابی   |  |  |  |  |  |  |
| قسمت ۱۱ (پنجشنبه، ۲۵ اسفند) | کامیار | ۲  | آریا متین                          | "قرص قمر ۲" از بهنام بانی      |  |  |  |  |  |  |
| قسمت ۱۱ (پنجشنبه، ۲۵ اسفند) | کامیار | ۳  | کامیار، کیان، آریا متین            | "اصن یه وضعی" از کامیار        |  |  |  |  |  |  |
| قسمت ۱۱ (پنجشنبه، ۲۵ اسفند) | لیلا   | ۴  | پگاه پناه                          | "همزبونم باش" از حمیرا         |  |  |  |  |  |  |
| قسمت ۱۱ (پنجشنبه، ۲۵ اسفند) | لیلا   | ۵  | فرنام توکلی                        | "واست می‌میرم" از سون           |  |  |  |  |  |  |
| قسمت ۱۱ (پنجشنبه، ۲۵ اسفند) | لیلا   | ۶  | لیلا فروهر، پگاه پناه، فرنام توکلی | "شمیم" از لیلا فروهر           |  |  |  |  |  |  |
| قسمت ۱۱ (پنجشنبه، ۲۵ اسفند) | سوگند  | ۷  | آیدا راستگو                        | "اشارات نظر" از سارا نائینی    |  |  |  |  |  |  |
| قسمت ۱۱ (پنجشنبه، ۲۵ اسفند) | سوگند  | ۸  | سعید ستین                          | "برفتو" از شکیلا               |  |  |  |  |  |  |
| قسمت ۱۱ (پنجشنبه، ۲۵ اسفند) | سوگند  | ۹  | سوگند، سعید ستین، آیدا راستگو      | "بدو چرا رفتی" از سوگند        |  |  |  |  |  |  |
| قسمت ۱۱ (پنجشنبه، ۲۵ اسفند) | بیژن   | ۱۰ | امین یحیی‌زاده                      | "دلم از راه پره" از امیر تاجیک |  |  |  |  |  |  |
| قسمت ۱۱ (پنجشنبه، ۲۵ اسفند) | بیژن   | ۱۱ | ماریا نصیری                        | "مرد من" از سیمین غانم         |  |  |  |  |  |  |
| قسمت ۱۱ (پنجشنبه، ۲۵ اسفند) | بیژن   | ۱۲ | بیژن مرتضوی، امین یحیی‌زاده، ماریا  | "یار" از بیژن مرتضوی           |  |  |  |  |  |  |

## مرحله نهایی
در مرحلهٔ نهایی هرکدام از ۴ هنرمند برتر دو آهنگ اجرا کردند و همچنین هر مربی یک اجرای انفرادی از ترانه‌های خود اجرا کرد.
برنده مسابقه با مجموع امتیازات مربیان به ۲ اجرای خواننده مشخص شد و امین یحیی زاده جایزه ۵۰٬۰۰۰ دلاری فصل اول را از آن خود کرد.
| مربی        | هنرمند         | قسمت ۱۲ (جمعه، ۲۶ اسفند ۱۴۰۱) | قسمت ۱۲ (جمعه، ۲۶ اسفند ۱۴۰۱) | قسمت ۱۲ (جمعه، ۲۶ اسفند ۱۴۰۱) | قسمت ۱۲ (جمعه، ۲۶ اسفند ۱۴۰۱)   | قسمت ۱۲ (جمعه، ۲۶ اسفند ۱۴۰۱) | قسمت ۱۲ (جمعه، ۲۶ اسفند ۱۴۰۱) | نتیجه |
| مربی        | هنرمند         | شماره                         | ترانه اول                     | شماره                         | ترانه دوم                       | شماره                         | ترانه نهایی                   | نتیجه |
| ----------- | -------------- | ----------------------------- | ----------------------------- | ----------------------------- | ------------------------------- | ----------------------------- | ----------------------------- | ----- |
| لیلا فروهر  | فرنام توکلی    | ۱                             | "وایسا دنیاً از رضا صادقی      | ۸                             | "زمستون" از افشین مقدم          | –                             | –                             | –     |
| بیژن مرتضوی | امین یحیی زاده | ۲                             | "سرو چمان" از حامد بهداد      | ۷                             | "رانندگی در مستی" از شاهین نجفی | ۱۳                            | "طلوع من" از سیاوش قمیشی      | برنده |
| سوگند       | آیدا راستگو    | ۳                             | "گل واژه" از هایده            | ۱۱                            | "بعد برو" از اما و ماكان اشگوری | -                             | -                             | -     |
| کامیار      | کیان           | ۵                             | "کی بهتر از تو" از عارف       | ۱۰                            | "پشیمون نیستم" از حمید حامی     | –                             | –                             | –     |

| شماره | هنرمند      | ترانه           |
| ----- | ----------- | --------------- |
| ۴     | بیژن مرتضوی | "تو معجزه هستی" |
| ۶     | کامیار      | "رویاییه دنیام" |
| ۹     | لیلا فروهر  | "خانه اجدادی"   |
| ۱۲    | سوگند       | "حالت خوبه"     |

## ترانه‌ها
در این بخش خواننده‌هایی که ترانه‌هایشان در فصل اول توسط شرکت‌کنندگان و مربیان خوانده شد مرور می‌شوند.
| خواننده        | تعداد ترانه‌های خوانده‌شده | ترانه‌ها                                                                              |
| -------------- | ------------------------ | ------------------------------------------------------------------------------------ |
| ابی            | ۸                        | رازقی، شب‌زده، بر فراز آسمان‌ها، عطر تو، نوازش، حریق سبز، قصهٔ عشق، کی اشکاتو پاک میکنه |
| سوگند          | ۷                        | دلم، آینه آینه، بارون (۲)، تهران، بگو چرا رفتی، حالت خوبه                            |
| شادمهر عقیلی   | ۶                        | هزار و یک شب، عادت (۲)، تقدیر (۲)، رابطه                                             |
| سیاوش قمیشی    | ۵                        | نقاب، گل و تگرگ، طلوع من (۲)، جزیره                                                  |
| گوگوش          | ۴                        | همسفر، پل، پرنده، خوابم یا بیدارم                                                    |
| معین           | ۴                        | اصفهان (۲)، بهانه، ننه                                                               |
| هایده          | ۴                        | قصهٔ من، گل سنگم، روزای روشن، گل‌واژه                                                  |
| لیلا فروهر     | ۴                        | پردیس، دو پرنده، شمیم، خانه اجدادی                                                   |
| کامیار         | ۴                        | ای جان، تو میتونی (به همراه شهرام شب‌پره)، اصن یه وضعی، رویاییه دنیام                 |
| فرامرز اصلانی  | ۳                        | دیوار (به همراه داریوش)، دستم بگیر، اگه یه روز                                       |
| مارتیک         | ۳                        | حریر، ماه، فقط یک‌بار                                                                 |
| بهنام بانی     | ۳                        | دل نکن، اخماتو وا کن، قرص قمر ۲                                                      |
| حمید حامی      | ۳                        | لیلای من کو، نارنج و ترنج، پشیمون نیستم                                              |
| بیژن مرتضوی    | ۳                        | لوند، عاشقی چیه، تو معجزه هستی                                                       |
| داریوش         | ۲                        | دیوار (به همراه فرامرز اصلانی)، شقایق                                                |
| دلکش           | ۲                        | عاشقم من، بردی از یادم                                                               |
| بلک کتس        | ۲                        | جون خودت، سخته                                                                       |
| مهراد هیدن     | ۱                        | مار                                                                                  |
| فریدون فروغی   | ۲                        | دیوانهٔ من، نیاز                                                                      |
| سون            | ۲                        | دوستت دارم، واست می‌میرم                                                              |
| شکیلا          | ۲                        | آخرین کوکب، برافتو                                                                   |
| سارا نائینی    | ۲                        | دل‌یار، اشارات نظر                                                                    |
| عارف           | ۲                        | عشق تو نمی‌میرد، کی بهتر از تو                                                        |
| فرهاد          | ۱                        | مرد تنها                                                                             |
| کاوه آفاق      | ۱                        | شال                                                                                  |
| حامیم          | ۱                        | سیا سفید                                                                             |
| الهه           | ۱                        | رفته                                                                                 |
| سیامک عباسی    | ۱                        | خوشبختیت آرزومه                                                                      |
| ویگن           | ۱                        | دل دیوانه                                                                            |
| مهدی یغمایی    | ۱                        | از من چرا رنجیده‌ای؟                                                                  |
| محسن یگانه     | ۱                        | بهت قول میدم                                                                         |
| سیروان خسروی   | ۱                        | برگرد                                                                                |
| ۲۵ باند        | ۱                        | از من نگذر                                                                           |
| محمد زارع      | ۱                        | رو در و دیوار این شهر                                                                |
| بتی            | ۱                        | خوشبختی                                                                              |
| کوروش یغمایی   | ۱                        | گل یخ                                                                                |
| کاوه یغمایی    | ۱                        | جاده                                                                                 |
| سحر            | ۱                        | شام رمانتیک                                                                          |
| گرشا رضایی     | ۱                        | دریا دریا                                                                            |
| اروین خاچیکیان | ۱                        | نردبون                                                                               |
| حبیب           | ۱                        | مرد تنهای شب                                                                         |
| مهستی          | ۱                        | بیا بنویسیم                                                                          |
| آرون افشار     | ۱                        | شب رؤیایی                                                                            |
| داماهی         | ۱                        | دیوانه                                                                               |
| مرجان          | ۱                        | کویر دل                                                                              |
| محسن چاوشی     | ۱                        | خیانت                                                                                |
| مرتضی پاشایی   | ۱                        | جاده یک‌طرفه                                                                          |
| هلن            | ۱                        | ما                                                                                   |
| هنگامه         | ۱                        | دعا                                                                                  |
| احمد سعیدی     | ۱                        | وابستت شدم                                                                           |
| منصور          | ۱                        | فقط به خاطر تو                                                                       |
| رضا بهرام      | ۱                        | گل عشق                                                                               |
| ناصر زینعلی    | ۱                        | دلبر ناب                                                                             |
| رامش           | ۱                        | افسوس                                                                                |
| شهرام شب‌پره    | ۱                        | تو میتونی (به همراه کامیار)                                                          |
| حامد همایون    | ۱                        | شیدایی                                                                               |
| رعنا فرحان     | ۱                        | مست عشق                                                                              |
| چارتار         | ۱                        | آشوبم                                                                                |
| باران          | ۱                        | صد بار                                                                               |
| علی منتظری     | ۱                        | جانان                                                                                |
| رعنا منصور     | ۱                        | بی‌معرفت                                                                              |
| گروه پالت      | ۱                        | مثلث                                                                                 |
| حمیرا          | ۱                        | همزبونم باش                                                                          |
| امیر تاجیک     | ۱                        | دلم از راه پره                                                                       |
| سیمین غانم     | ۱                        | مرد من                                                                               |
| رضا صادقی      | ۱                        | وایسا دنیا                                                                           |
| افشین مقدم     | ۱                        | زمستون                                                                               |
| اما            | ۱                        | بعد برو                                                                              |
| حامد بهداد     | ۱                        | سرو چمان                                                                             |
| شاهین نجفی     | ۱                        | رانندگی در مستی                                                                      |
| ابوالحسن خوشرو | ۱                        | لاره لاره                                                                            |

|کنیس
|۱
|نقطه جوش